# Bitva u ostrova Chios (201 př. n. l.)
Bitva u ostrova Chios bylo námořní střetnutí mezi silami Filipa V. Makedonského a spojenou flotilou Rhodu a Pergamonu, které se odehrálo roku 201 př. n. l. a skončilo drtivou porážkou makedonské flotily a ukončením Filipových tuh na ovládnutí Egejského moře.
Tento střet byl součástí konfliktu zvaného Krétská válka, který se rozhořel, když Makedonci spolu s piráty a svými krétskými spojenci začali napadat rhodské obchodní lodě. Z tohoto důvodu uzavřel Rhodos, vlastnící nejbohatší obchodní flotilu v regionu, spojenectví s Pergamonským královstvím a mnohými dalšími přístavními městy a rozhodl se makedonské agresi postavit.